# 14 ноември
14 ноември е 318-ият ден в годината според григорианския календар (319-и през високосна година). Остават 47 дни до края на годината.

## Събития
- 1308 г. – Полският град Гданск е завзет от кръстоносците, а жителите му са подложени на сеч.
- 1770 г. – Шотландският пътешественик Джеймс Брус открива извора на река Сини Нил.
- 1832 г. – По улиците на Ню Йорк започва да се движи първият конски трамвай в света.

- 1878 г. – По силата на Санстефанския мирен договор в Северна Добруджа е въведено цивилно румънско управление.
- 1885 г. – Начало на Сръбско-българската война.
- 1889 г. – Журналистката на нюйоркския вестник World Нели Блай (Елизабет Кокрен), става първата жена обиколила света с балон за по-малко от 80 дни.
- 1896 г. – В Англия е повишена максималната скорост за движение на транспортните средства от 4 на 14 мили/час.
- 1908 г. – Алберт Айнщайн изнася публично своята Квантова теория за светлината.
- 1910 г. – В Норфолк (САЩ) се осъществява първото излитане на самолет от палубата на кораб.
- 1918 г. – Чехословакия е обявена за република.
- 1922 г. – Започват редовни емисии на Би Би Си (BBC).
- 1940 г. – Втората световна война: Английският град Ковънтри понася огромни материални и човешки щети от бомбардировката на германските самолети.
- 1943 г. – Втората световна война: Първа бомбардировка на София от британско-американската авиация.
- 1969 г. – Програма Аполо: НАСА изстрелва Аполо 12 – втората пилотирана мисия до повърхността на Луната.
- 1970 г. –  Самолетът при полет 932 на „Саутърн Еъруейс“ се разбива в планини близо до Хънтингтън, Западна Вирджиния и убива 75 души, включително почти целия футболен отбор на университета „Маршал“.
- 1971 г. – Програма Маринър: Маринър 9 на НАСА достига Марс и става първият космически апарат в орбита на друга планета.
- 1982 г. – Лех Валенса, лидерът на забраненото полско движение Солидарност, е освободен, след като е интерниран за 11 месеца край съветската граница.
- 1983 г. – В столицата на Саудитска Арабия е открито най-голямото летище в света – Крал Халид.
- 1989 г. – Милицията на Чехословакия разпръсква със сила антикомунистическа демонстрация с участие на 15 000 души в Прага.
- 1990 г. – Република Полша и Федерална република Германия подписват съгласие за признаване на съществуващите граници.
- 1990 г. – Самолетът при полет 404 на „Алиталия“ се разбива в горите на Вайах, когато се приближава до летище „Цюрих“ и убива всички 40 пътници и 6 души екипаж на борда.
- 1997 г. – Повече от 60 души (в т.ч. 57 чуджестранни туристи) загиват при терористична атака в джамия в Южен Египет.
- 2003 г. – Открит е обектът 90377 Седна от Облака на Оорт.

## Родени
- 1650 г. – Уилям III, крал на Англия († 1702 г.)
- 1719 г. – Леополд Моцарт, австрийски композитор († 1787 г.)
- 1745 г. – Доминик Вияр, френски ботаник († 1814 г.)
- 1765 г. – Робърт Фултън, американски изобретател († 1815 г.)
- 1778 г. – Йохан Непомук Хумел, музикант († 1837 г.)
- 1779 г. – Адам Готлоб Йоленшлегер, датски поет († 1850 г.)
- 1788 г. – Михаил Лазарев, руски морски капитан († 1851 г.)
- 1820 г. – Ансън Бърлингейм, американски политик († 1870 г.)
- 1840 г. – Клод Моне, френски художник († 1926 г.)
- 1857 г. – Михаил Савов, български генерал († 1928 г.)
- 1866 г. – Васил Златарски, български историк († 1935 г.)
- 1881 г. – Христо Негенцов, български педагог († 1953 г.)
- 1882 г. – Янаки Моллов, български политик († 1948 г.)
- 1888 г. – Христо Коджабашев, български актьор († 1981 г.)
- 1889 г. – Джавахарлал Неру, министър-председател на Индия († 1964 г.)
- 1891 г. – Фредерик Бантинг, канадски лекар, Нобелов лауреат 1923 г., († 1941 г.)
- 1896 г. – Мейми Айзенхауер, първа дама на САЩ (1953 – 1961) († 1979 г.)
- 1906 г. – Григорий Оводовски, съветски военен († 1974 г.)
- 1907 г. – Астрид Линдгрен, шведска писателка († 2002 г.)
- 1908 г. – Джоузеф Маккарти, американски сенатор († 1957 г.)
- 1912 г. – Антон Лебанов, български общественик († 2008 г.)
- 1913 г. – Хакобо Арбенс Гусман, президент на Гватемала († 1971 г.)
- 1920 г. – Георги Близнаков, български химик († 2004 г.)
- 1922 г. – Бутрос Бутрос-Гали, египетски генерален секретар на ООН († 2016 г.)
- 1925 г. – Александър Караиванов, български учен († 2006 г.)
- 1926 г. – Йорданка Стоянова, български учен
- 1930 г. – Едуард Уайт, американски астронавт († 1967 г.)
- 1934 г. – Георги Робев, български диригент († 2002 г.)
- 1935 г. – Хусейн I, крал на Йордания († 1999 г.)
- 1936 г. – Антонио Гадес, испански хореограф († 2004 г.)
- 1948 г. – Чарлз III, крал на Великобритания и други 13 страни
- 1953 г. – Доминик дьо Вилпен, министър-председател на Франция
- 1953 г. – Николай Арабов, български футболист
- 1954 г. – Яни, гръцки композитор и пианист
- 1957 г. – Бонка Енчева, българска акробатка
- 1959 г. – Пол Макган, британски актьор
- 1962 г. – Лора Сан Джакомо, американска актриса
- 1965 г. – Иван Кочев, български футболист
- 1968 г. – Павел Шуманов, български колоездач
- 1970 г. – Параскева Джукелова, българска актриса
- 1978 г. – Димо Дренчев, български бизнесмен и политик
- 1979 г. – Олга Куриленко, френска актриса
- 1984 г. – Мария Шерифович, сръбска певица
- 1990 г. – Джесика Джейкъбс, австралийска актриса († 2008 г.)

## Починали
- 565  г. - Юстиниан Велики византийски император (* 482г.)
- 1060 г. – Годфроа II, граф на Анжу (* 1006 г.)
- 1263 г. – Александър Невски, велик княз на Владимирско-Суздалското княжество (* 1220 г.)
- 1522 г. – Ан дьо Божьо, регентка на Франция (* 1461 г.)
- 1687 г. – Нел Гуин, английска актриса (* 1650 г.)
- 1716 г. – Готфрид Лайбниц, немски философ и математик (* 1646 г.)
- 1825 г. – Жан Паул, немски писател (* 1763 г.)
- 1831 г. – Георг Хегел, немски философ (* 1770 г.)
- 1847 г. – Йозеф Юнгман, чешки филолог (* 1773 г.)
- 1938 г. – Ханс Кристиан Йоахим Грам, датски микробиолог (* 1853 г.)
- 1956 г. – Темелко Иванчев, български лесовъд (* 1880 г.)
- 1977 г. – Бхактиведанта Свами Прабхупада, индийски религиозен водач (* 1896 г.)
- 1989 г. – Пенчо Данчев, български литературен критик, професор (* 1915 г.)
- 1990 г. – Леонид Трауберг, руски сценарист и кинорежисьор (* 1902 г.)
- 1992 г. – Ернст Хапел, австрийски футболист и треньор (* 1925 г.)
- 1994 г. – Александър Муратов, български поет и преводач (* 1914 г.)
- 2011 г. – Франц Йозеф Дегенхарт, немски писател (* 1931 г.)

## Празници
- Православна църква – Свети Апостол Филип
- Световна здравна организация – Световен ден за борба с диабета – Отбелязва се от 1991 г. по повод годишнина от рождението на Фредерик Бантинг – канадски физиолог, откривател на инсулина.
- Индия – Ден на детето (по повод рождения ден на Джавахарлал Неру, празнува се на тази дата от 1959 г.)
- Колумбия – Ден на жената
- Мианмар – Ден на нацията (национален празник)